# Semisuturia australis
Semisuturia australis är en tvåvingeart som först beskrevs av Malloch 1927.  Semisuturia australis ingår i släktet Semisuturia och familjen parasitflugor. Inga underarter finns listade i Catalogue of Life.